# Trójgazeta
Trójgazeta (zwana także Trójpolówka) – potoczne określenia gazety ukazującej się podczas stanu wojennego w PRL-u, od 14 grudnia 1981 do 2 lutego 1982. Był to wspólny dziennik dla trzech gdańskich gazet, z winietami „Dziennika Bałtyckiego”, „Głosu Wybrzeża” i „Wieczoru Wybrzeża”.

## Historia gazety
Po wprowadzeniu stanu wojennego w całej Polsce wstrzymano wydawanie prasy (poza dwiema gazetami rządowymi – „Trybuna Ludu” i „Żołnierz Wolności”, oraz 17 „terenowymi organami komitetów wojewódzkich PZPR”). 14 grudnia 1981, pojawiła się w kioskach w pełni kontrolowana przez komunistyczne władze „Trójgazeta” której szefem został Józef Królikowski, redaktor naczelny „Dziennika Bałtyckiego”, nadzorowany przez komisarza wojskowego, oficera politycznego Marynarki Wojennej komandora Franciszka Czerskiego. Redakcja liczyła 37 dziennikarzy oddelegowanych z trzech gdańskich dzienników.
Pierwszy numer „Trójgazety” z 14 grudnia 1981 liczył cztery strony i składał się głównie z przemówienia generała Wojciecha Jaruzelskiego, obwieszczenia Rady Państwa PRL, dokumentów Wojskowej Rady Ocalenia Narodowego oraz informacji o wprowadzeniu godziny milicyjnej, o zasadach przesyłania paczek, o ograniczeniu prawa do wolności słowa i druku, a także o przyspieszonych feriach zimowych w szkołach i wyższych uczelniach. Jedynie na ostatnich stronach znalazły się mało znaczące informacje trójmiejskie.

W kolejnych wydaniach „Trójgazety” zaczęły się pojawiać teksty uzasadniające wprowadzenie stanu wojennego. 15 grudnia w anonimowym artykule „Niech górę wezmą rozwaga i rozsądek”, napisano m.in.: 

Zapewne w każdym polskim domu od niedzieli zadajemy sobie to samo pytanie: czy musiało do tego dojść?(...) Odpowiedź na to pytanie nie jest łatwa, ale pewne jest, iż część działaczy KK NZZS Solidarność od dłuższego czasu zmierzała do otwartej konfrontacji z władzą.

16 grudnia napisano: 

Wtorek był trzecim dniem stanu wojennego. Ogromna większość społeczeństwa czując powagę chwili i rozumiejąc odpowiedzialność jaka spoczywa dziś na każdym Polaku, wykazuje wiele zrozumienia i spokoju, zachowując obywatelską postawę.

16 grudnia spacyfikowano strajk w Stoczni Gdańskiej im. Lenina, a jeden z trzech czołgów rozjechał bramę nr 2. 17 grudnia w „Trójgazecie” napisano: 

Od godzin przedpołudniowych, mimo wielokrotnie powtarzanych apeli władz (...) wiele osób kierowało się w rejon Stoczni Gdańskiej pod pomnik Poległych Stoczniowców. Zachęcały do tego ulotki, zapowiadające manifestację w rocznicę wydarzeń sprzed 11 lat, co w obecnej sytuacji kraju nosi znamiona nieodpowiedzialności, i grozi nieobliczalnymi konsekwencjami.(..) Rany i obrażenia odniosło wielu milicjantów oraz osoby cywilne.

2 lutego 1982 ukazał się ostatni numer „Trójgazety”. Następnego dnia przywrócono redakcje zawieszonych „Dziennika Bałtyckiego”, „Głosu Wybrzeża” i „Wieczoru Wybrzeża”.